# Titolo sportivo
Il titolo sportivo è un istituto previsto e regolamentato dalle norme federali, che rappresenta l'insieme di determinate condizioni tecniche e sportive che consentono la partecipazione ad un campionato da parte di una società sportiva.

## Descrizione
Una società sportiva che presenta richiesta di partecipazione ad un determinato campionato, dopo aver ottenuto affiliazione alla federazione nazionale di appartenenza e il riconoscimento dei fini sportivi della medesima, ottiene di diritto il titolo sportivo, che rappresenta l'insieme di determinate condizioni tecniche e sportive regolamentari che consentono la sua ammissione al campionato di cui fa richiesta di partecipazione. Tali condizioni devono soddisfare tutti i requisiti previsti dalle norme federali.
Alcuni regolamenti federali consentono la cessione del titolo sportivo purché vengano rispettate alcune condizioni, quali la gratuità dell'atto, l'appartenenza del cedente e del cessionario ad una medesima area geografica, e in ogni caso, l'approvazione da parte del consiglio federale. La maggior parte dei regolamenti federali vietano pertanto la cessione del titolo sportivo, che non può costituire oggetto di valutazione economica.
Nell'ambito di una procedura fallimentare indetta da un tribunale a carico di una società sportiva insolvente, il titolo sportivo rientra tra i suoi beni immateriali messi successivamente all'asta. In caso di fallimento della società avviene la revoca dell'affiliazione, e la pertinente federazione può attribuire il titolo sportivo ad altra società o associazione sportiva affiliata, generalmente appartenente alla medesima città, o a discrezione del medesimo organo, ad altra società o associazione sportiva facente parte della medesima regione o  area geografica, secondo criteri specifici o da individuarsi ed approvarsi con deliberazione del medesimo consiglio federale. In caso di fallimento con esercizio provvisorio concesso dal tribunale competente, il titolo sportivo viene temporaneamente conservato fino alla conclusione del campionato in corso o, più raramente, alla revoca di tale concessione.

### Nel calcio
In ambito calcistico, in particolare nei professionisti, il titolo sportivo è spesso associato (e talvolta confuso) al concetto di tradizione sportiva, e si fonda sulla continuità della medesima - sia di natura storica che aziendale - tra la società fallita e quella neocostituita.
In Italia la materia riguardante i titoli sportivi è disciplinata dall'articolo 52 delle Norme Organizzative Interne della FIGC (NOIF). Queste norme stabiliscono che l'attribuzione del titolo sportivo ad una società costituita ex novo debba avvenire previo parere della Covisoc. Inoltre in caso in cui due società abbiano dato luogo ad una fusione, alla nuova società che ne deriva, viene attribuito il titolo sportivo di quella che abbia avuto maggiore anzianità di affiliazione alla FIGC.
Dal 2002 al 2014, è stato in vigore il Lodo Petrucci, che assegnava il titolo sportivo ad altra società con sede nella stessa città di quella fallita ed esclusa dai campionati, che veniva inserita in due categorie inferiori rispetto a quest'ultima.